# Meteoroid
Meteoroidy – okruchy skalne (mniejsze od planetoid) poruszające się po orbitach wokół Słońca. Meteoroidy mają zwykle masę od 10−9 do 103 kg (choć najczęściej nie przekracza ona 10−6 kg). Ich rozmiary wynoszą od 0,1 mm do 10 m, ale jest to granica umowna, gdyż obiekty o dobrze wyliczonej orbicie raczej będą nazywane asteroidami. Większe obiekty spośród małych ciał Układu Słonecznego zaliczane są do planetoid, a mniejsze cząstki to pył kosmiczny.
Wpadające w atmosferę Ziemi meteoroidy wywołują zjawiska meteorów. Ocenia się, że do ziemskiej atmosfery codziennie trafia od 100 do 1000 ton tego typu materii kosmicznej, głównie w postaci bardzo małych ziarenek o rozmiarach rzędu milimetra i mniejszych, a najczęściej pyłu. Fragmenty, które docierają do powierzchni Ziemi (nie wyparowują w atmosferze), nazywamy meteorytami.
Meteoroidy stanowią potencjalne zagrożenie dla satelitów oraz stacji kosmicznej ISS.
| Rodzaj zjawiska               | Średnica | Masa               | Jasność         | Częstotliwość występowania (na całej Ziemi) |
| ----------------------------- | -------- | ------------------ | --------------- | ------------------------------------------- |
| mikrometeor                   | ~10-3 mm | od 10-12 do 10-6 g | niewidzialne    | stały spadek na Ziemię                      |
| słaby meteor                  | ~1 mm    | 10-3 g             | od 5m do 6m     | setki tysięcy na godzinę                    |
| jasny meteor należący do roju | kilka mm | ~1 g               | do -2m          | kilkadziesiąt tysięcy na godzinę            |
| bolid                         | kilka cm | kilka gramów       | od -4m do -10m  | 50< na godzinę                              |
| superbolid                    | > 10 cm  | powyżej 100 g      | od -10m do -20m | bardzo rzadkie, kilka razy do roku          |